# Malpighia apiculata
Malpighia apiculata är en tvåhjärtbladig växtart som beskrevs av Ignatz Urban. Malpighia apiculata ingår i släktet Malpighia och familjen Malpighiaceae. Inga underarter finns listade i Catalogue of Life.